# はわいインターチェンジ

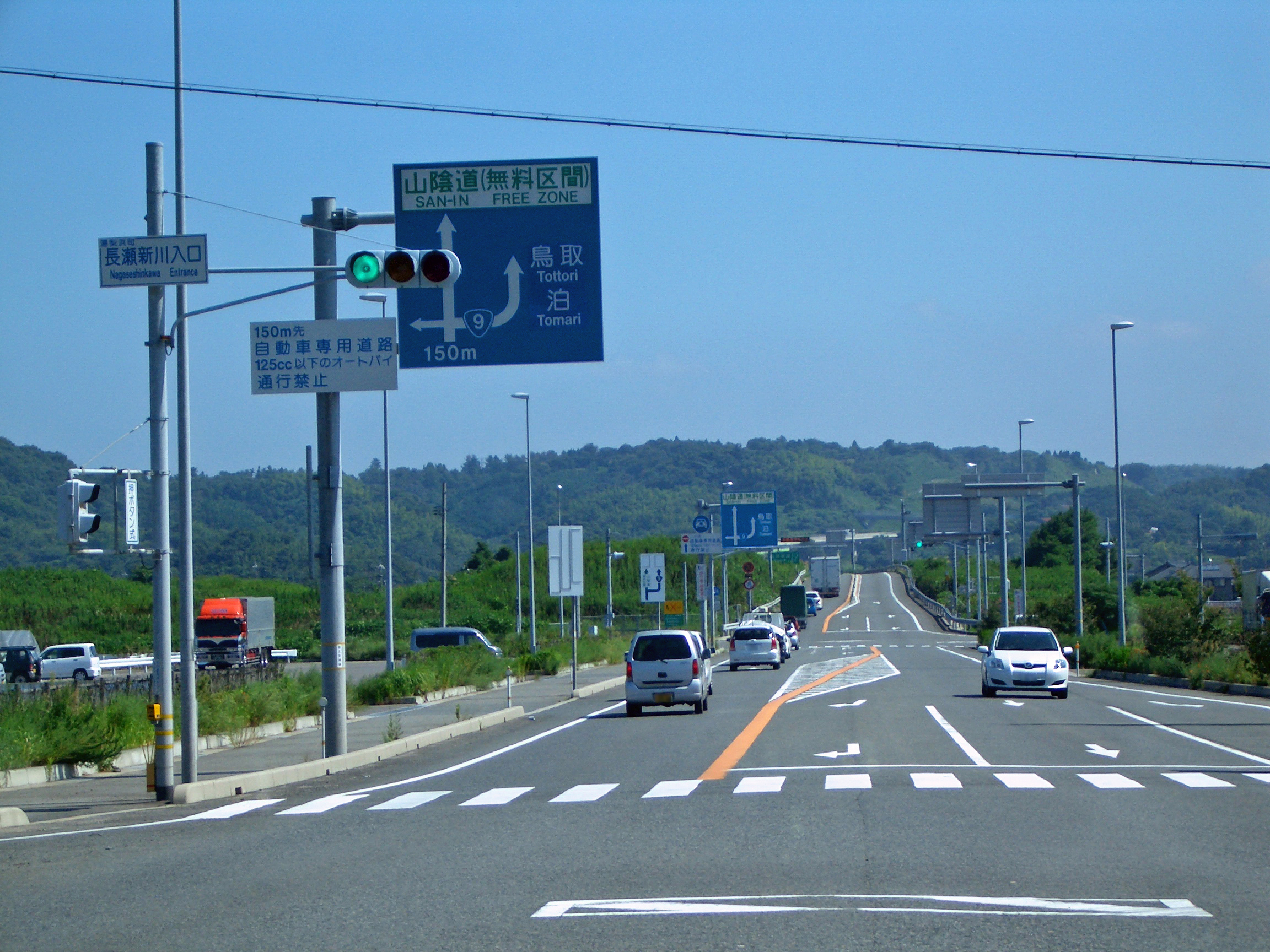
通行形態変更前のはわいIC付近（2008年9月20日撮影）

はわいインターチェンジは、鳥取県東伯郡湯梨浜町はわい長瀬にある山陰自動車道のインターチェンジ。

## 道路
- E9 山陰自動車道（7番）

## 歴史
- 2003年（平成15年）3月21日 : 青谷IC - はわいIC間開通に伴い供用開始。当初は、長瀬浜入口交差点で国道9号に直接接続していた。
- 2017年（平成29年）8月1日 : それまでの長瀬新川入口交差点を新川・浜入口交差点に改称。新川・浜入口交差点（鳥取県道320号羽合東伯線交点）の立体化工事に伴い、それまでの長瀬浜入口交差点の場所にオンランプ・オフランプを整備し、ICの通行形態を変更[1][2]。
- 2019年（平成31年）4月27日 : 新川・浜入口交差点が立体化。立体交差直進部は自動車専用道路区間である[3]。
- 2022年（令和4年）9月29日 : 北条道路の工事に伴いはわいICの通行形態を変更。立体交差点から平面交差点に戻る[4]。変更期間は令和8年度までを予定している。
- 2026年（令和8年）度 : はわいIC - 北条IC/JCT間開通予定[5][注釈 1]。

## 接続する道路
- 国道9号
- 鳥取県道320号羽合東伯線
- （近くに、国道179号）

## 周辺情報
- はわい温泉
- 鳥取県自動車運転免許試験場
- 湯梨浜町役場
- 日本海
- 東郷池
- 倉吉市、三朝温泉方面

## 隣
E9 山陰自動車道
(6) 泊東郷IC - はわいSA - (7) はわいIC - 北条IC/JCT（事業中）